# Koalescens
Koalescens är inom molnfysik en process för storlekstillväxt av vattendroppar genom att två droppar stöter ihop och genom sammanslagning bildar en större droppe. Koalescens är en viktig process för att molndroppar skall kunna bli regndroppar och bilda nederbörd.
Molndroppar bildas vanligen genom att vattenånga kondenserar på en kondensationskärna. Den fortsatta tillväxten av molndroppar genom kondensation är långsam. Genom kondensation växer en molndroppe från en radie på 10 μm till 20 μm på en timme. På samma tid växer en molndroppe från 20 μm till 300 μm genom koalescens.
Kontakten mellan molndroppar kan även ske i hög hastighet i ett kollisionsartat förlopp och leda till splittring snarare än sammansmältning. För riktigt små droppar finns även problematiken att dropparna sveps åt sidan utan att komma i kontakt. Uträkningar visar att radien måste vara större än 15 μm innan koalescens kan ske. Storlekstillväxten genom koalescens är sedan inledningsvis långsam, men accelererar. Först vid en radie av 40 μm börjar den blir snabb.
Koalescens sker vanligen genom att molndropparna från början har olika storlek. Det beror bland annat på att kondensationskärnorna har olika storlek. Genom att molndropparna har olika storlek har de olika gränshastighet och större droppar kan genom deras högre gränshastighet svälja mindre droppar. Det finns även en effekt att mindre droppar kan svepas in i luftdraget bakom de större dropparna och på det sättet bli upptagna av den större droppen. I cumulusmoln påverkar även turbulensen i molnet koalescensprocessen positivt.
När en droppe fått en radie på cirka 2-3 mm faller de normalt sönder och bildar mindre droppar. Dessa är dock avsevärt större än molndropparna och kan fortsätta att växa genom koalescens. På detta sätt kan alltså ett stort antal regndroppar bildas av en stor droppe.
I moln som består av både molndroppar och iskristaller är Bergeronprocessen den viktigaste för storlekstillväxt av molnpartiklar. Men i "varma moln" (moln som endast består av vattendroppar) är koalescens grundläggande för nederbördsbildning. Observationer visar att detta gäller särskilt maritima moln som oftare än kontinentala moln har tillgång till stora molndroppar.

### Webbkällor
- American Meteorological Society: Glossary of Meteorology: Coalescence (engelska) Hämtad 2009-11-29
- weather.cod.edu: The Bergeron Process (engelska) Hämtad 2009-11-29